# 清里村 (群馬県)
清里村（きよさとむら）は、群馬県中央部、群馬郡に属していた村。

## 地理
- 河川：午王頭川、八幡川、上蟹沢川

## 村名の由来
合併前の4村の名前を合成したもの。
青梨子・上青梨子村の「青」と池端村の「池」の字の「氵（さんずい）」を合わせて「清」とし、野良犬村の「野」の字の「里（さとへん）」と合わせて「清里」とした。
現在は前橋市立清里小学校・JA前橋市清里・清里方面運動場・清里前原団地等に名をとどめる。

## 歴史
- 1889年（明治22年）4月1日 - 町村制施行により、周辺4村（青梨子村、上青梨子村、池端村、野良犬村）が合併し西群馬郡清里村が成立する。
- 1896年（明治29年）4月1日 - 西群馬郡と片岡郡の統合により群馬郡に所属する。
- 1955年（昭和30年）1月20日 - 新高尾村の一部とともに前橋市へ編入される。

## 地域

### 村内の大字
- 池端
- 上青梨子
- 青梨子
- 野良犬

### 教育

#### 小学校
- 清里村立清里小学校

#### 中学校
- 清里村立清里中学校